# Autoréférence

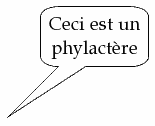
Phylactère autoréférentiel.

 (janvier 2017).
 (janvier 2017).
L'autoréférence apparaît dans les langages naturels ou formels, quand une phrase, une idée ou une formule fait référence à elle-même. Cette référence peut s'exprimer directement, grâce à une formule ou une phrase intermédiaire, ou par encodage sémantique. En philosophie, elle renvoie à la capacité d'un sujet à parler de lui ou à se référer à lui-même.
L'autoréférence est un sujet d'étude et a des applications en mathématiques, en philosophie, en programmation ou encore en linguistique. Un énoncé contenant une autoréférence est parfois paradoxal.

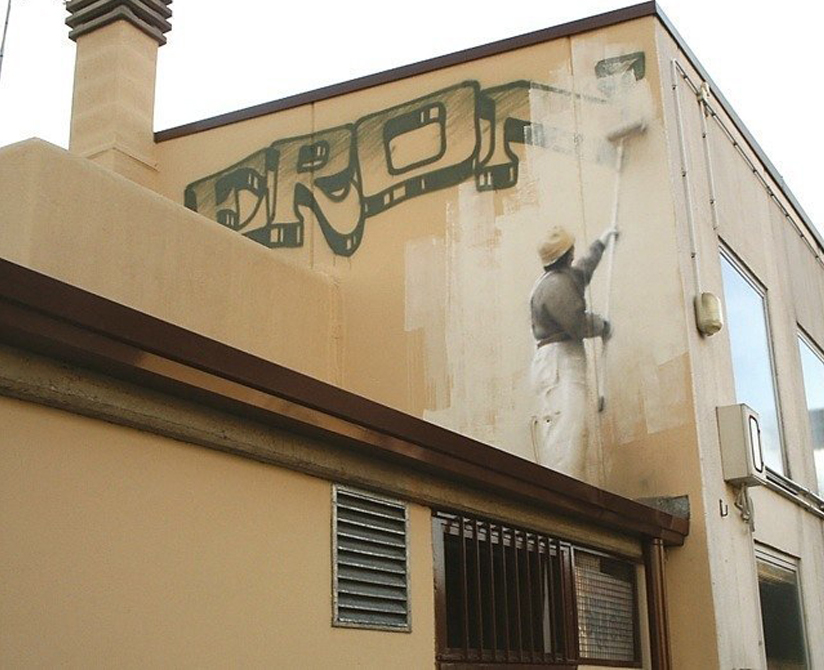
Graffiti autoréférentiel. Le peintre dessiné sur un mur efface son propre graffiti, sort qui peut sembler destiné au peintre lui-même, par un futur nettoyeur de façade.

Il y a hétéroréférence lorsqu’un mot (ou une phrase) se réfère à un objet (ou une situation) du monde, par exemple : une encyclopédie. Il y a autoréférence lorsqu’un signe se réfère à lui-même. Ainsi, la phrase : « Cette phrase compte cinq mots » est autoréférentielle. Les phrases autoréférentielles peuvent être paradoxales ; ainsi : « Cette phrase est un mensonge » (paradoxe d'Épiménide) ne peut être classée vraie ou fausse. Un paradoxe de type Épiménide peut être considéré comme la négation d’une autoréférence. Exemples tirés du Trésor des Paradoxes (Éd. Belin) : « N’est pas en français est en français » ; « Imprimé ici n’est pas imprimé ici » ; « Ma fourche ne langue jamais » (contrepèterie avec négation d’une autoréférence) ; « Je ne m’ai jamais trompé en parlant » ; « Cette phrase n’est pas autoréférentielle » ; « Si cette phrase était traduite en chinois, elle signifierait tout autre chose » (Douglas Hofstadter).
Un autre type de situation autoréférentielle est celui de l’autopoïèse, car l’organisation logique produit la structure physique qui la réalise logiquement et la régénère.

## Enphilosophie
Certains concepts ont un fort caractère autoréférentiel, par exemple conscience, être, réalité, identité, existence. Ils renvoient à eux-mêmes : on parle de miroir ontologique.

### Enbouddhisme
L'étude des kōans ou paradoxes constitue une des bases de l'enseignement du Zen sōtō. De nombreux koans sont basés sur l'autoréférence.

#### Exemple
« Toutes les choses sont impermanentes. »
« L'impermanence est-elle permanente ou impermanente ? »
On retrouve dans certains koans la même structure que les paradoxes logiques en mathématiques. Dans l'exemple ci-dessus, il est clair que si l'impermanence est permanente, alors il existe quelque chose de permanent (l'impermanence elle-même) et tout n'est pas impermanent. Et que si l'impermanence est impermanente cela signifie qu'elle a une fin au-delà de laquelle va régner la permanence.

## Enmathématiques

### Enlogique
En 1931, Kurt Gödel, pour démontrer son théorème d'incomplétude, utilise un énoncé inspiré  du paradoxe d'Épiménide dont il tire une contradiction conduisant à l'incomplétude.
En mathématiques et en logique mathématique l'autoréférence prend également la forme de l'imprédicativité (ou non-prédicativité). Ce concept apparut au cours du débat sur les fondements qui opposa Henri Poincaré et Bertrand Russell au début du XXe siècle.

### Enmathématiques récréatives
Certains casse-tête, publiés entre autres dans l'ancienne revue Jeux et Stratégie, font appel à l'autoréférence, comme de compléter en lettres (la réponse est trente) :
On peut aussi se poser des questions autoréférentielles sur le développement décimal des nombres irrationnels comme π, celui-ci n'étant pas périodique.

## Enlinguistique
Elle apparaît principalement pour les autonymes, c'est-à-dire les mots cités en tant que mots. Les autonymes doivent être marqués typographiquement pour être distingués du discours non autoréférentiel. Les guillemets peuvent être utilisés dans un texte manuscrit ou tapuscrit, l'italique en typographie courante. Par exemple : « le mot mot est un nom ». Cela renvoie au paradoxe de Grelling-Nelson.

## Enlittérature

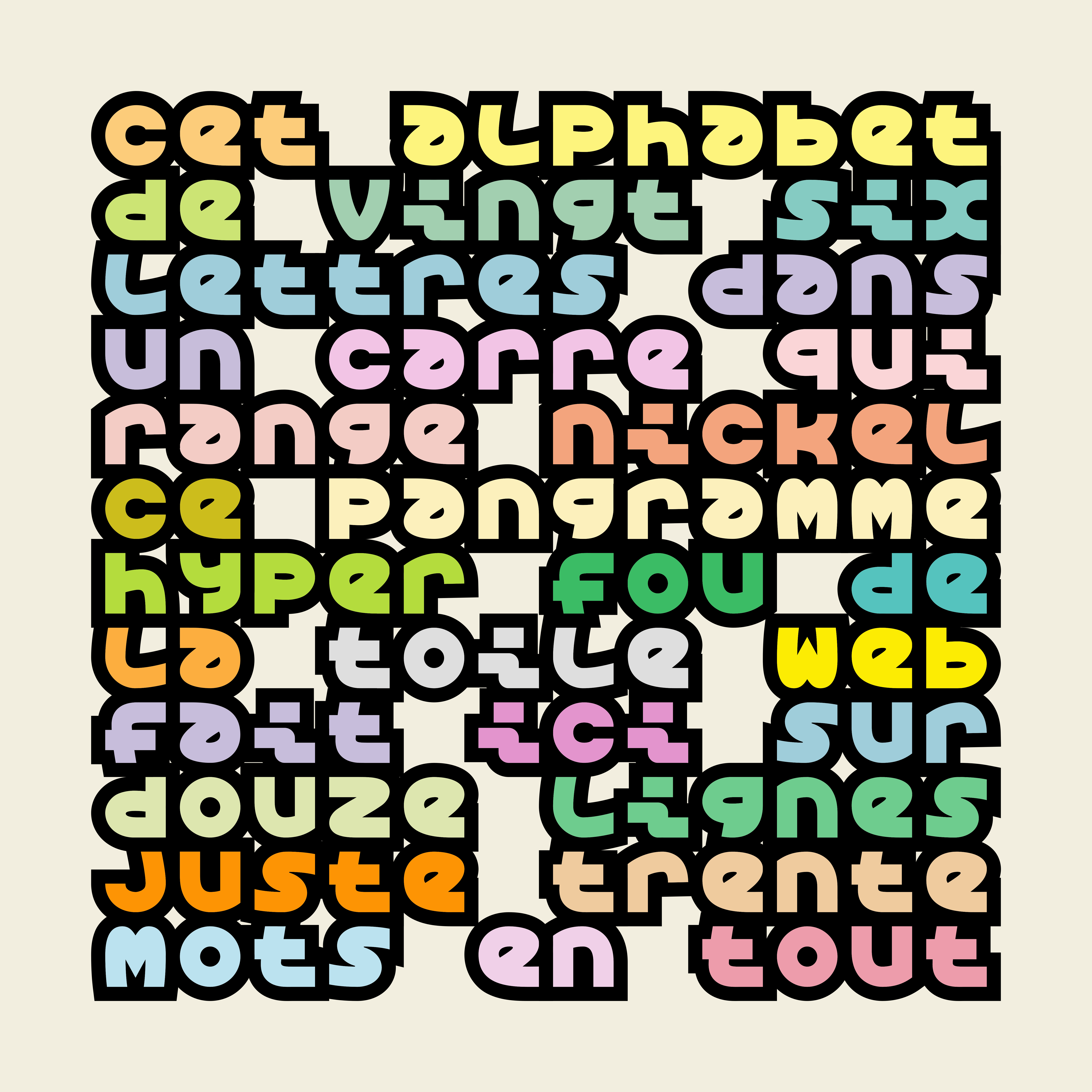
Pangramme autoréférentiel justifié.

Le poème de Francis Ponge Fable commence avec « Par le mot par commence ce texte » et le second vers est « Dont la première ligne dit la vérité ».

## Dans lavie quotidienne

Logo ici.la, nom de domaine autoréférentiel. Jeu de mots basé sur l'extension .la réservée au Laos, homographe de "là", adverbe de lieu et synonyme d'ici.

La mention « Vous êtes ici », présente sur les cartes implantées à un endroit fixe. En fait, il ne s'agit pas d'une auto-référence, puisque c'est la carte qui indique l'endroit où celui qui la lit est, ça n'est pas l'endroit lui-même qui indique où il est. On est là typiquement en présence d'une confusion classique, quand on parle d'auto-référence. Pour que la carte fasse une auto-référence, il faudrait qu'il soit écrit « Je suis là ».